# Усечение (морфонология)
Усече́ние (в морфонологии) — одно из морфонологических явлений, сопутствующих процессам словообразования и словоизменения наряду с чередованием, наращением, совмещением морфов и различием места ударения. Заключается в отсечении на стыке морфем конечной части мотивирующей (производящей) основы (фонемы или нескольких фонем) при её включении в мотивированное (производное) слово: пальто → пальт-ишко, красив-ый → крас-ота или при образовании падежно-числовых форм: горожанин — горожан-е, горожан-ам, рва-ть — рв-ут, рв-али.
Отсекаемые в процессе словообразования или словоизменения существенные в морфологическом плане конечные фонемы основы, называемые финалями, могут быть как морфами, например, финали -н- и -к- (суффиксальные морфы) в основе имён прилагательных бездарн-ый → бездарь и низк-ий → низ-ость, так и частью морфов, как, например, финали -н- и -к- (части корневых морфов) в основе имён прилагательных тёмн-ый → темь и кротк-ий → крот-ость.
В процессе усечения, затрагивающего конечную часть корня или суффикс основы, на стыке морфем устраняется скопление гласных или согласных, что придаёт в первом случае более «привычный» для словообразования вид, например, в русском языке: резюме → резюм-ировать (отсекается гласная -е от корня основы), а во втором случае «облегчает» присоединение суффикса к основе, например: дудк-а → дуд-еть (отсекается согласная — суффикс -к- от основы).
Усечение встречается в основах всех частей речи. В русском словообразовании и словоизменении усечение происходит чаще всего в основах глаголов (прыга-ть → прыг-ун), но встречается также и в основах имён: кенгуру → кенгур-ёнок, русск-ий → об-рус-еть. Отмечается усечение также, например, у основ наречий и междометий: прежд-е → преж-ний, ха-ха → хах-оньки.
Усечение может характеризоваться той или иной степенью регулярности для ряда словообразовательных типов и категорий. Например, часто отмечается явление усечения в ряде типов имён прилагательных, от мотивирующих основ которых отсекаются фонемы н, ск, к и ок: чудн-ой → чуд-ак, латинск-ий → латин-изм, близк-ий → близ-ость, широк-ий → шир-ота. Регулярно происходит усечение у инфинитивов глаголов, от основ которых в значительной части словообразовательных типов отсекаются конечные гласные а, и, е, о, у: продава-ть → продав-ец, проходи-ть → проход-ной, жале-ть → жал-ость, заколо-ть → закол-ка, окуну-ть → окун-ать. В некоторых случаях усечение может происходить нерегулярно или отмечаться в единичных случаях: Польш-а → поль-ский.
Регулярность или нерегулярность процесса усечения может определяться тем или иным словообразовательным формантом. Например, регулярно отсекаются финали -ова- и -ирова- перед иноязычными по происхождению суффиксами -атор, -ор, -аци/j/, -аж и другими: организова-ть → организ-атор, дирижиров-ать → дириж-ёр, публикова-ть → публик-ация, саботирова-ть → сабот-аж. Напротив, перед некоторыми суффиксами усечение может совсем не отмечаться, например, перед суффиксом -тель: отправи-ть → отправи-тель.
Усечение может сопровождаться другими видами морфонологических явлений, например, при образовании слова воскрешать (воскресен-ие → воскреш-ать) наряду с усечением основы происходит чередование согласных с — ш, а при образовании слова зов (зва-ть → зов) наряду с усечением основы происходит чередование гласных ø — о.
Процесс усечения сопровождает образование мотивированных слов путём аббревиации (является частью словообразовательного форманта): парт-ийный ком-итет → парт-ком, при этом последнее слово из словосочетания может не подвергаться усечению: сбер-егательная касса → сбер-касса.